# Strâmtoarea Messina
Strâmtoarea Messina (Stretto di Messina în limba italiană) este o strâmtoare între vârful estic al Siciliei și vârful sudic al Calabriei. În cel mai îngust punct are 3,1 km în lățime.

## Vezi și

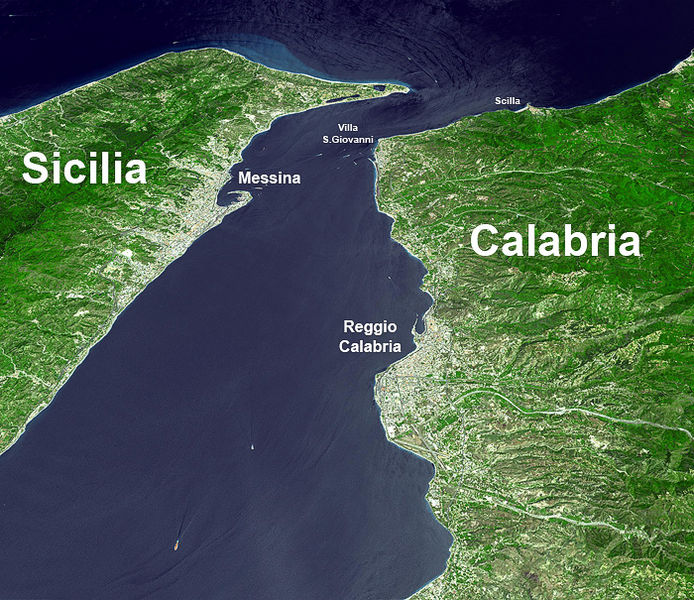
Strâmtoarea Messina fotografiată din satelit.

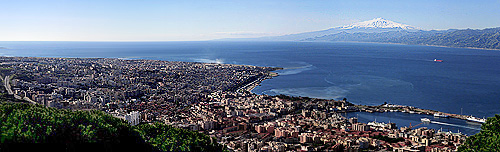
Strâmtoarea Messina văzută din localitatea "Pentimele", Reggio Calabria. În spate Etna cu zapada

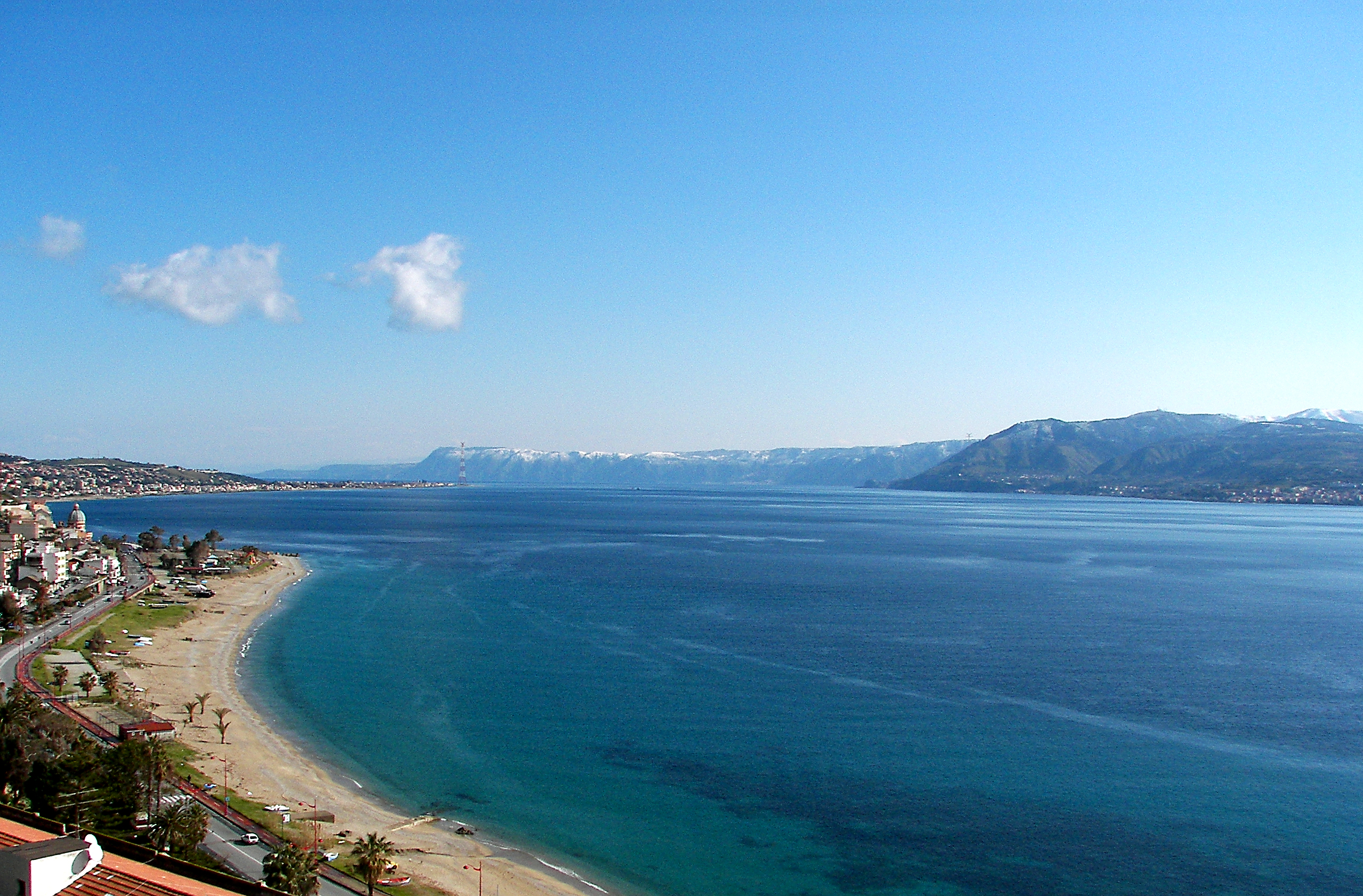
Strâmtoarea Messina văzută din Messina

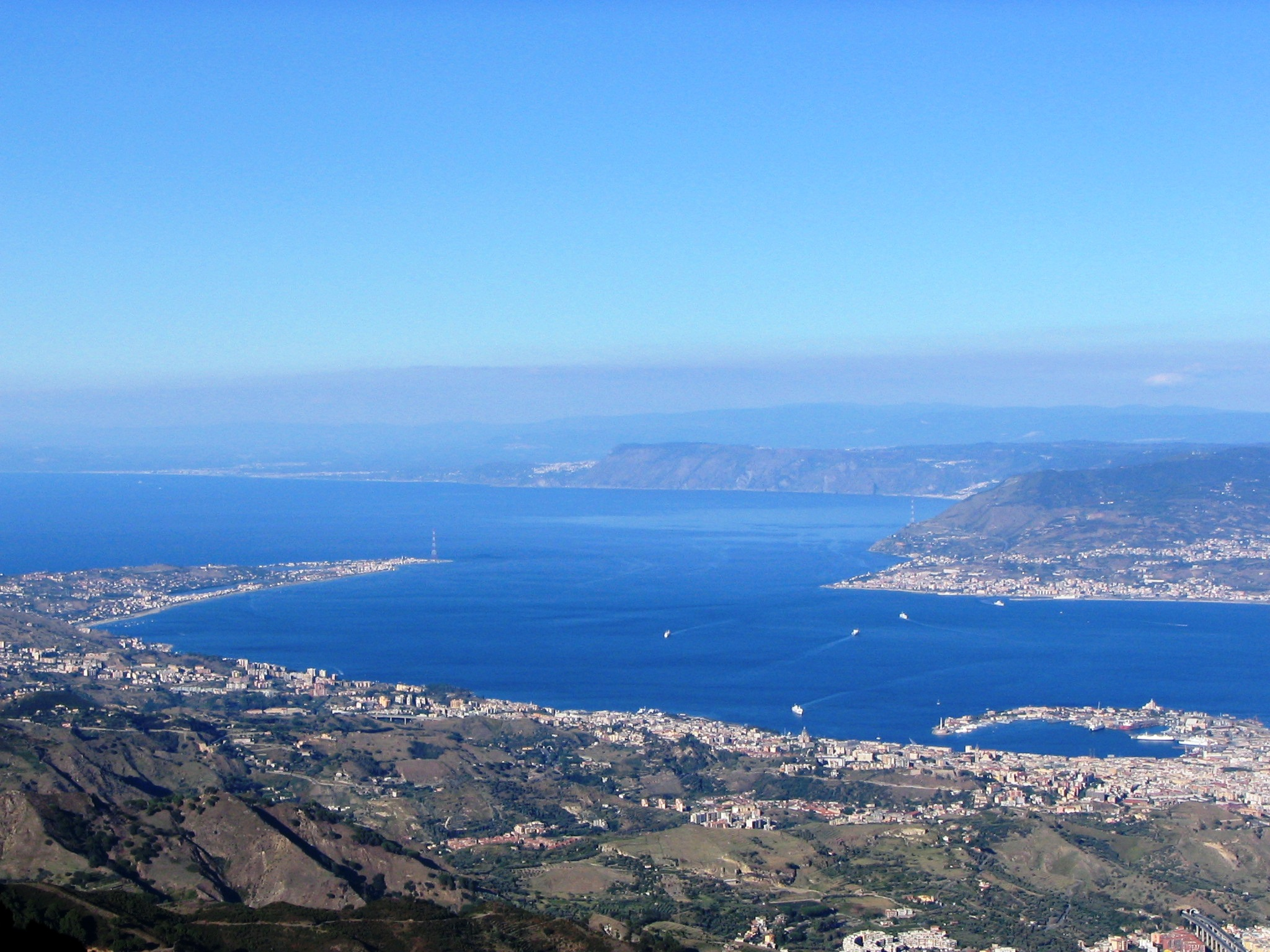
Strâmtoarea Messina văzută din Messina